# Los Jokers
Los Jokers son un grupo musical mexicano de rock, rock and roll y balada surgido a principios de 1960. Son frecuentemente recordados por su mayor éxito radiofónico: "Matilda" (un caliypso-rock) de 1961.
El nombre del grupo en los primeros sencillos grabados en Orfeón (sello Dimsa, fines de 1960) figura escrito como "The Jockers", otras veces se ha escrito "Los Jockers"

## Historia
El grupo surge a principios de 1960 formado por jóvenes estudiantes originarios de la Colonia Álamos, en el Distrito Federal.
Formado originalmente por Francisco Xavier Rodríguez en el requinto (sobrino del cineasta Ismael Rodríguez), Orlando Cárdenas en la batería, Luis Antonio Solis en la segunda guitarra, Felipe Ceballos como acompañamiento (permaneció poco tiempo en el grupo), Alejandro Ramos en el bajo y Miguel Ángel Medina como vocalista. Es importante mencionar que el grupo tuvo otros 2 bateristas, antes de la participación de Orlando Cárdenas.
Inician en 1960 para Discos Dimsa, filial de Orfeón, donde graban temas como Adán y Eva, Ojitos azules, El Rock del Joker y El Rock del dormilón, donde alternan las voces Luis Solis y Miguel Ángel Medina, pero no sucede mucho con estas grabaciones debido a que la empresa está enfocada a darle impulso a grupos como Los Locos del Ritmo, Los Rebeldes del Rock, Los Crazy Boys, etc., y a los solistas del momento, entre ellos César Costa. Inclusive Miguel Ángel comenta al respecto que "Los Jokers grabaron primero Adán y Eva que César Costa, con otra letra, pero el tema se lo dieron a César, por lo que vino el cambio de disquera", lo que puede corroborarse en sencillos Dimsa de la época producidos en 1960.
Tras la falta de promoción, deciden cambiar de sellos discográfico y dejar a Miguel Ángel como el único vocalista, e ingresan a las filas de Discos Rca Víctor, en donde surgen sus más grandes éxitos, entre 1961 y 1962. El primer LP se llamó "Matilda y otros éxitos", donde se consolidan con temas con un sonido muy latino al estilo del calypso y surgen temas como Matilda, Quién será y Cerezo rosa.
Para 1962 Graban su último LP titulado Twist con Los Jokers y continúan cosechando triunfos con Dulces a mi nena, Nicotina y el Twist africano, ya sin la participación de Miguel Ángel Medina, quien inicia una carrera de solista.
Para 1963 el grupo cambia a Discos Cisne y los éxitos empiezan a escasear, hasta su desaparición entre 1965 y 1966.
En la actualidad, Alejandro Ramos, el único miembro original, es quien lleva a una nueva generación de Jokers a mantenerse vigente en el medio en conciertos presentaciones en radio y televisión y temporadas en centros nocturnos con eventuales participaciones de su cantante Miguel Ángel Medina; e interpretando gran parte de los temas que grabaron originalmente.

## Discografía
Graban algunos discos sencillos para Discos Cisne, 3 sencillos en Discos Orfeón y 2 LP (además de algunos sencillos), en RCA Víctor; siendo en esta última disquera donde obtienen sus mayores éxitos.

## Éxitos y principales grabaciones
- Matilda
- Dulces a mi Amor
- El Rock del Dormilón (Orfeón)
- El Rock del Joker (Orfeón)
- El Amor es Extraño (hay 2 grabaciones: 1 en Cisne y 1 posterior en RCA Víctor)
- Jerónimo Rock
- Nena baila el rock (Orfeón)
- Adán y Eva (Orfeón)
- Cruz, Cruz, Cruz
- San Luis Blues (Orfeón)
- Ojitos Azules (Orfeón)

## Actualidad
Aún se presentan con cierta regularidad, con algunos de sus integrantes originales e inclusive habían llegado a presentarse con Miguel Ángel Medina, dedicado en sus últimos años a su carrera de solista y productor artístico, quien fallece el 5 de octubre de 2019. En el año 2000 graban un disco con sus éxitos en nuevas grabaciones para la marca Continental.
Integrantes actuales.
Jesus Aguilar Vilchis (Director Y Piano)                                                  Sergio Aguilar (Vocalista y Guitarra)                                                Jose Luis Suarez ( Bajo Y Coros)                                                         Enrique Bracho ( Bateria y Cantante)                                                         Javier Portillo Rosa (Guitarra)